# Moor-Klee
Der Moor-Klee (Trifolium spadiceum), auch Brauner Klee oder Brauner Moor-Klee genannt, ist eine Pflanzenart aus der Gattung Klee (Trifolium) in der Unterfamilie der Schmetterlingsblütler (Faboideae) innerhalb der Familie der Hülsenfrüchtler (Fabaceae). Er gedeiht in Mooren und anderen feuchten Standorten hauptsächlich in den Gebirgen von Europa bis Westsibirien.

## Beschreibung

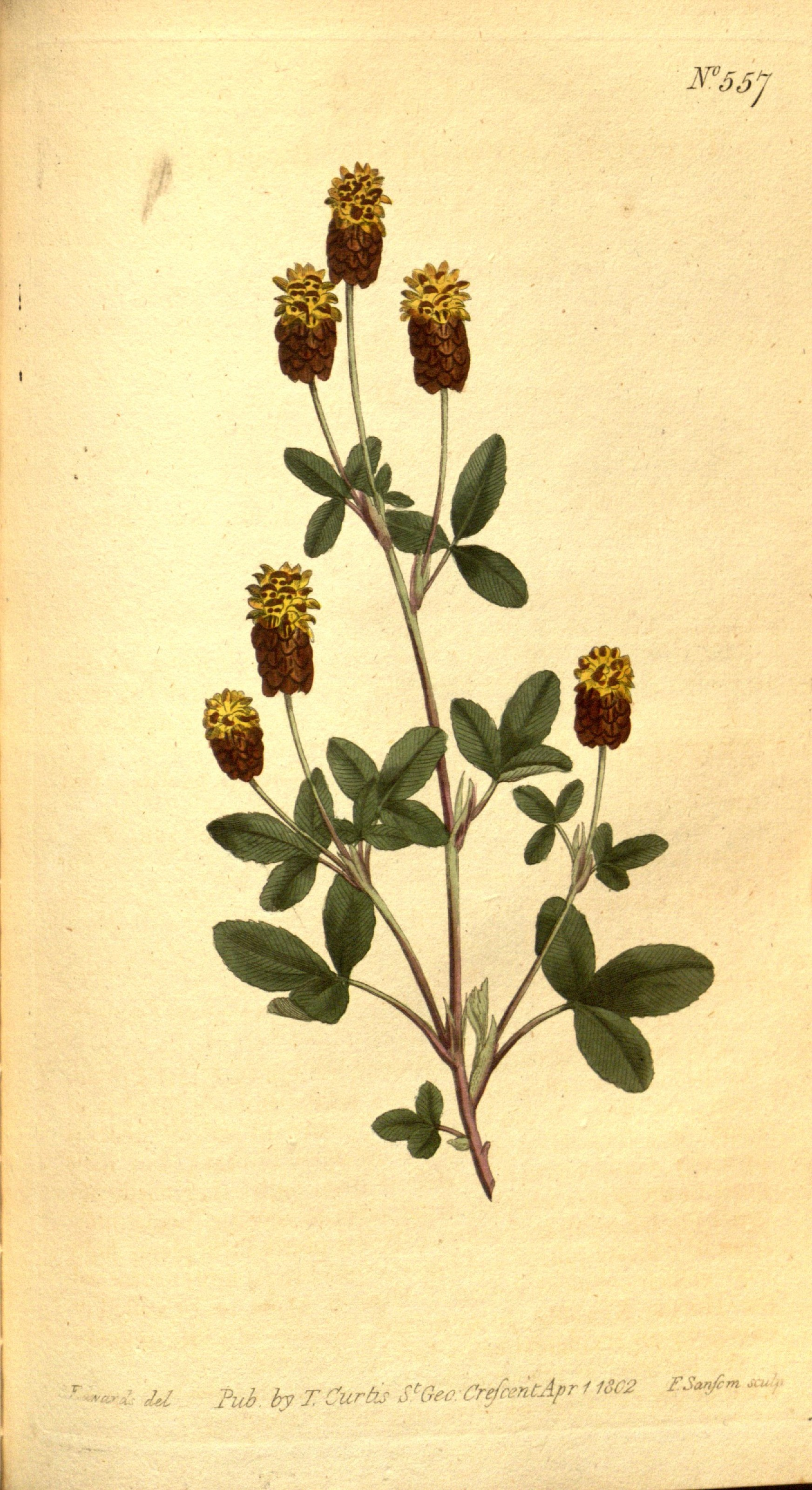
Illustration aus Curtis's Botanical Magazine, 557

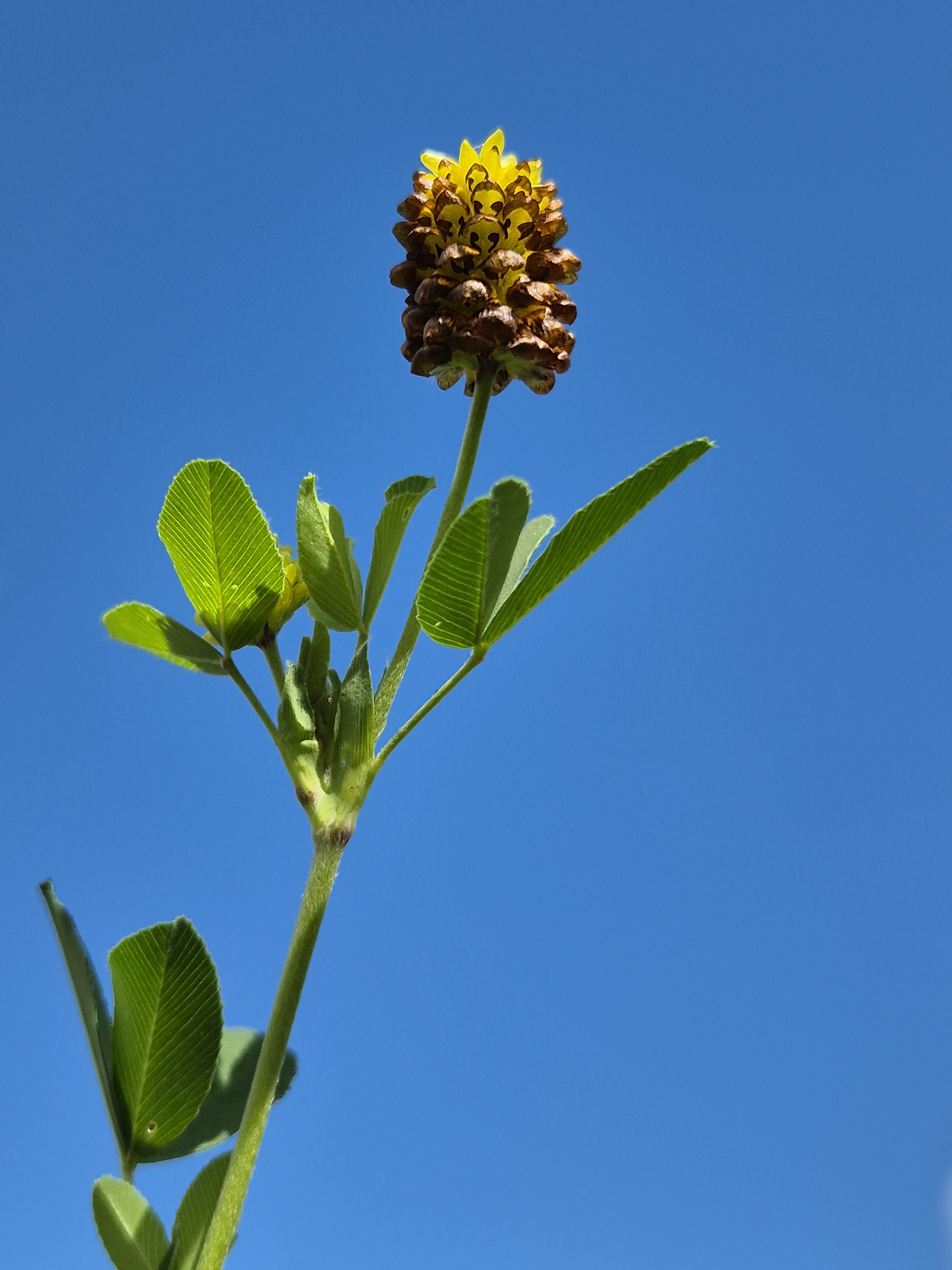
Habitus

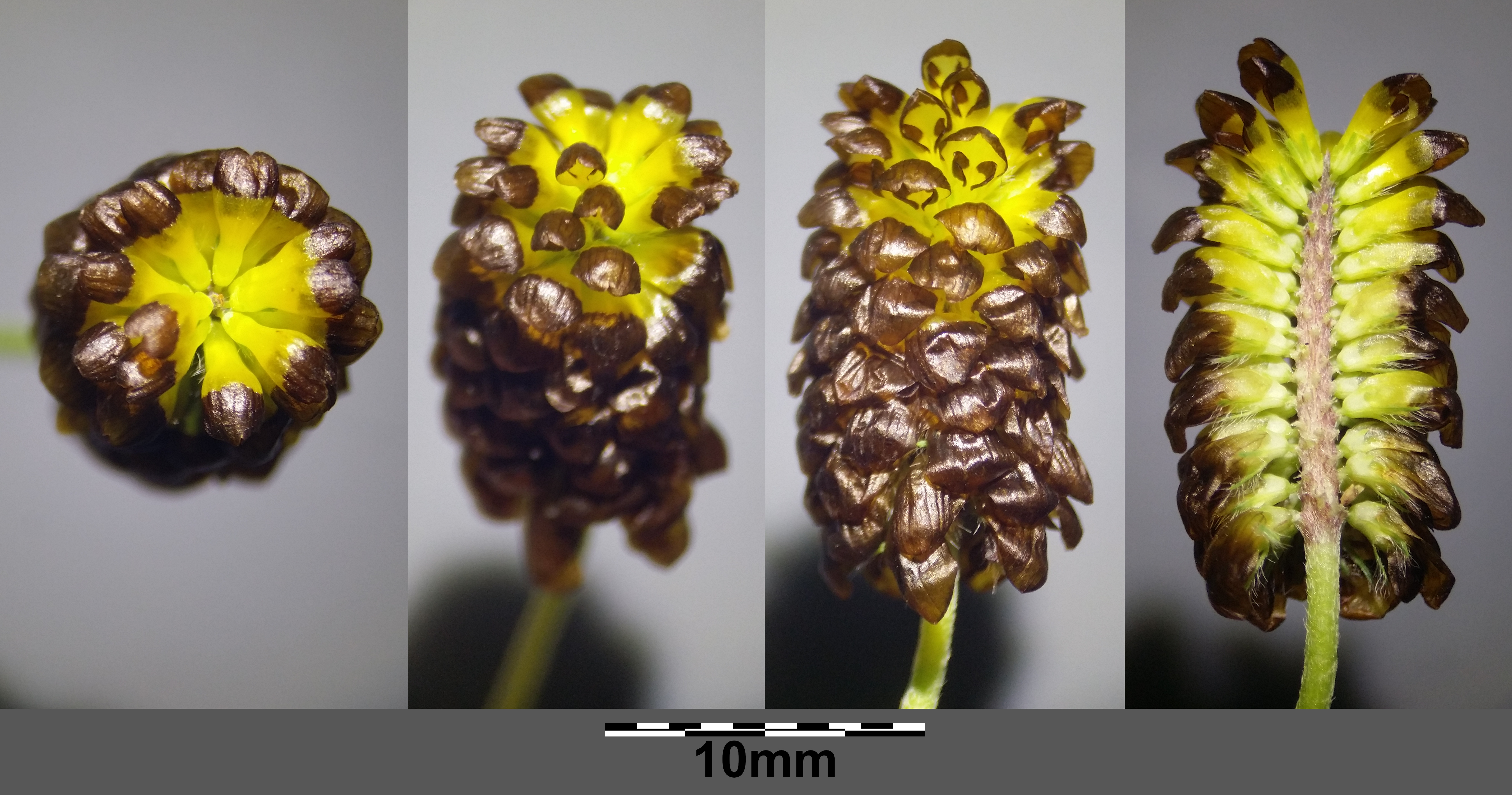
Blüten

### Vegetative Merkmale
Der Moor-Klee ist eine einjährige krautige Pflanze und erreicht Wuchshöhen von 15 bis 40 Zentimetern. Die Stängel sind steif aufrecht und nur am Grund verzweigt. Die oberen Stängelbereiche sind anliegend behaart.
Die obersten Blätter stehen annähernd gegenständig und die übrigen sind wechselständig angeordnet. Die Laubblätter sind in Blattstiel und Blattspreite gegliedert. Der Blattstiel ist relativ lang. Die hell-grüne Blattspreite ist dreizählig gefingert. Die Fiederblättchen sind sitzend. Bei den unteren Laubblättern sind die Fiederblättchen klein, breit-eiförmig bis verkehrt-herzförmig, bei den oberen sind sie bei einer Länge von bis zu 25 Millimetern sowie einer Breite von etwa 10 Millimetern länglich-lanzettlicher mit gerundetem oder gestutztem oberen Ende. Die Fiederblättchen besitzen 15 bis 25 Paar auffallend paralleler Seitennerven. Die Spreite ist kahl und im oberen Bereich fein gezähnt. Die Nebenblätter sind krautig, länglich-lanzettlich mit spitzem oberen Ende und zu mehr als der Hälfte mit dem Blattstiel verwachsen.

### Generative Merkmale
Die Blütezeit reicht von Mai bis August. Der Blütenstandsschaft ist relativ lang und starr aufrecht. Die dichten köpfchenförmigen Blütenstände enthalten 20 bis 50 Blüten. Die Blütenstände sind zunächst bei einer Länge bis 20 Millimetern sowie einer Breite von 9 bis 12 Millimetern eiförmig, später dann walzlich. Die oberen Blütenköpfchen sind scheinbar endständig, häufig paarweise genähert. Die Blütenstiele sind wesentlich kürzer als die Kelchröhre.
Die zwittrigen Blüten sind zygomorph und fünfzählig mit doppelter Blütenhülle. Der Kelch ist fünfnervig, die fünf Kelchzähne sind schmal dreieckig. Die drei unteren Kelchzähne sind rund dreimal so lang wie die oberen, dabei zwei- bis dreimal so lang wie die Kelchröhre. Die unteren Kelchzähne sind bis zu 1 Millimeter lang bewimpert, die oberen sind kahl. Die Krone ist 4 bis 6 Millimeter lang und besitzt die typische Form der Schmetterlingsblüte. Die trockenhäutigen Kronblätter von lebhaft gelber Farbe, die bald kastanienbraun, dann fast schwarz wird. Die Fahne ist gefurcht, von der Basis an gewölbt und zwei- bis dreimal so lang wie das Schiffchen. Die Flügel sind vorgestreckt bis spreizend. Das einzige Fruchtblatt ist gestielt.
Die Hülsenfrucht ist etwa viermal so lang wie der Griffel und enthält einen Samen.

### Chromosomenzahl
Die Chromosomenzahl beträgt 2n = 14.

## Ökologie
Beim Moor-Klee handelt es sich um einen Hemikryptophyten oder Therophyten.
Blütenökologisch handelt es sich um Schmetterlingsblumen mit einem Klappmechanismus. Die Bestäubung erfolgt durch Bienen; Selbstbestäubung kommt vor.
Die trockene Krone verbleibt an der Frucht und dient als Flugapparat (Ballonflieger, Anemochorie); es erfolgt Wind- oder Klettausbreitung.

## Vorkommen und Gefährdung
Der Moor-Klee ist ein Florenelement der mittel- und südeuropäischen Gebirge und von Nordeuropa. Sein Areal reicht von den Pyrenäen im Westen über die südfranzösischen Gebirge, Jura, Südalpen, Ostalpen, Serbien, Bulgarien bis zum Kaukasusraum und dem Iran im Osten; nordwärts bis ins Hessische Bergland und vereinzelt bis zur Elbe, Schweden, Finnland, dem Baltikum, bis zum Ural und Westsibirien.
Der Moor-Klee fehlt im mitteleuropäischen Tiefland und in den niederen Mittelgebirgen fast vollständig; in den Alpen, im Alpenvorland und in den Mittelgebirgen mit kalkhaltigem Gestein fehlt er in größeren Gebieten; in Thüringen und im Bayerischen Wald kommt er zerstreut vor; sonst ist er in Mitteleuropa selten. In Deutschland kommt der Moor-Klee vorwiegend in den Mittelgebirgen, den Alpen und im Alpenvorland vor, im norddeutschen Tiefland ist er sehr selten bis fehlend, in Schleswig-Holstein ausgestorben oder verschollen. In vielen deutschen Bundesländern ist er stark gefährdet oder vom Aussterben bedroht. In Österreich kommt er in der Böhmischen Masse zerstreut, ansonsten selten vor. Er ist in Nieder- und Oberösterreich, Steiermark, Kärnten, Salzburg und Nordtirol zu finden und gilt bundesweit als stark gefährdet. In der Schweiz ist gilt er als verletzlich (gefährdet).
Er besiedelt in Mitteleuropa Moorwiesen, quellige Stellen in Bergwiesen sowie in Quellmoore und an Wegrändern, er geht auch an Grabenränder und in die Verlandungszone von Bergseen. Der Moor-Klee gedeiht am besten auf mäßig nährstoffarmen, aber nicht ausgesprochen stickstoffhaltigen, feuchten bis nassen, kalkarmen, humosen, lehmigen oder tonigen Böden Er kommt in kühleren Lage vor. Er steigt bis in die subalpine Höhenstufe, kaum über Höhenlagen von 1400 Metern. Der Moor-Klee ist durch „Verbesserung“ von Weideflächen und Wiesen sowie durch Aufforstung in den letzten Jahrzehnten in Mitteleuropa vielerorts verschwunden. Er ist eine Pionierpflanze auf nassen Sand- und an offenen Bodenstellen.
Die ökologischen Zeigerwerte nach Landolt et al. 2010 sind in der Schweiz: Feuchtezahl F = 4w+ (sehr feucht aber stark wechselnd), Lichtzahl L = 4 (hell), Reaktionszahl R = 2 (sauer), Temperaturzahl T = 2+ (unter-subalpin und ober-montan), Nährstoffzahl N = 2 (nährstoffarm), Kontinentalitätszahl K = 3 (subozeanisch bis subkontinental).
Der Moor-Klee ist pflanzensoziologisch ein typischer Vertreter der Verbände Calthion und Molinion caeruleae sowie des Caricetum fuscae.

## Taxonomie
Die Erstveröffentlichung von Trifolium spadiceum erfolgte 1755 durch Carl von Linné in Flora Suecica, 2. Auflage, S. 261. Das Artepitheton spadiceum bedeutet „braun wie eine Dattel“.

## Belege